# Ганс Шемм
Ганс Шемм (нім. Hans Schemm; 6 жовтня 1891, Байройт Німеччина — 5 березня 1935, Байройт) — міністр культури Баварії та голова Націонал-соціалістичної ліги вчителів Німеччини.

## Ранні роки
Ганс Шрем народився у сім'ї, яка володіла невеличкою майстернею з ремонту взуття у передмісті Байройта, культурному та адміністративному центрі Верхньої Франконії в Баварії.
Після 5-річного навчання у школі поступив у Королівське Баварське педагогічне училище. У 1910 році після здачі випускних іспитів отримав диплом шкільного вчителя. Почав викладати в навчальних закладах Байройта. Під час Першої світової війни добровільно працював у місцевого лазарету, де заразився на туберкульоз і через це не був мобілізований.
У 1915 році одружився, а через 2 роки у молодого подружжя народився син.
Під час Листопадової революції у 1918—1919 роках Шемм вступає до фрайкору Байройта. У його складі навесні 1919 року придушував Баварської Радянської Республіки у Мюнхені.
З 1920 року керував науково-дослідною лабораторією в м. Тале (Саксонія-Ангальт). На початку 1921 року лабораторія закрилася через брак коштів. Шемм повернувся до рідного міста і до 1928 року викладав хімію у вечірньому університеті для дорослих.

## Націонал-соціалістична діяльність та депутатство
З 1923 він починає контактувати з націонал-соціалістами. 30 вересня 1923 року особисто познайомився з Адольфом Гітлером. У 1924 році засновує Союз «фьолькише» у Байройті. 27 лютого 1925 року створює в цьому ж місті націонал-соціалістську організацію, що за рік була розгорнута у гау Верхньої Франконії. Шемм брав активну участь у діяльності нацистів. У політичних поглядах проявляв себе був націоналістом, антисемітом та антикомуністом. Публічно виступав із заявами типу «на кожному ліхтарі має бути повішено єврея»; «ми не повинні бути об'єктивними — бо ми німці»; «наших ворогів чекає кривава помста» тощо.
Керівництво НДСАП помітило його діяльність і 28 квітня 1928 року його було обрано депутатом баварського ландтагу. З вересня 1928 до січня 1933 року був гауляйтером Верхньої Франконії.
Восени 1930 року Ганса Шемма було обрано депутатом рейхстагу за партійними списками НСДАП. 19 січня 1933 року його призначили гауляйтером гау Баварська Остмарка, яка була утворена з трьох колишніх гау: Верхня Франконія, Нижня Баварія та Оберпфальц. Одночасно Ганс Шемм отримує титул групенфюрера СА. 16 березня 1933 року за запрошенням рейхштатгальтера Баварії Франца Ріхтера фон Єппа обіймає посаду комісара баварського міністерства культури та освіти. А 13 квітня 1933 року Гітлер особисто призначив Ганса Шемма державним міністром освіти та культури Баварії.

## Націонал-соціалістична ліга вчителів
21 квітня 1929 року за ініціативою Шемма була створена Націонал-соціалістична ліга вчителів (НСЛВ), а його самого було обрано головою НСЛВ. Організація, яка була спочатку регіональною і нараховувала близько 200 членів, із поширенням впливу нацистів під час депресії, збільшує чисельність (у 1931 році — 2000 педагогів, у січні 1933 — понад 11 000). Після приходу до влади нацистів ліга стає єдиною організацією, що об'єднувала вчителів в Німеччині. На кінець 1933 року у неї входило вже 220 тисяч членів.
З 1 квітня 1934 року працює керівником Головного управляння освіти в Імперському управлінні НСДАП.
За ініціативою Ганса Шемма у 1935 році НСЛВ декретом фюрера отримала нову назву «Імперський союз вчителів». Без членства у ньому педагогічна праця у школах Третього Рейху була неможливою.

## Видавнича діяльність
Шемм видавав та редагував нацистські періодичні видання «Streiter», «Weckruf», «Nationale Zeutung» та орган НСЛВ «Nazionalsozialistische Lehrerzeutung» («Нацистська газета для вчителів»). З 1 жовтня 1931 року також видає тижневик «Kampf fur deutsche Freicheit und Kultur» («Боротьба за німецьку волю та культуру») та щоденне видання «Das Frankische Volk» («Народ Франконії») Для їх видання він створив у Байройті окреме націонал-соціалістичне видавництво — «Nazionalsozialistische Kulturverlag».

## Смерть
Ганс Шемм загинув 5 березня 1935 року під час аварії літака, який злітав на аеродромі Байройта.